# Nogales (Chili)
Nogales is een gemeente in de Chileense provincie Quillota in de regio Valparaíso. Nogales telde 22.120 inwoners in 2017 en heeft een oppervlakte van 405 km².
- Library of Congress Control Number: n95119125
- Nationale Bibliotheek van Israël: 987007535529505171
- Virtual International Authority File: 125650428
- WorldCat: E39PBJpDWHVt3Frv4xHFVW7vHC